# John Kempe
John Kempe (lub John Kemp; ur. ok. 1380 w Olantigh, zm. 22 marca 1454 w Canterbury) – angielski kardynał i dwukrotny Lord Kanclerz.

## Życiorys
Urodził się w niedaleko Ashford; był synem Thomasa Kempe i Elizabeth Lewknor. Studiował w Merton College w Oxfordzie, gdzie w 1414 uzyskał doktoraty z teologii i prawa cywilnego. Po ukończeniu studiów był wikariuszem generalnym, a także dziekanem sądu kościelnego w Canterbury. Z nominacji króla Henryka V pełnił kilka funkcji dyplomatycznych, a następnie był archidiakonem w Durham i Lordem Tajnej Pieczęci w latach 1418–1421.
21 czerwca 1419 został wybrany biskupem Rochester i 3 grudnia przyjął sakrę. 28 lutego 1421 został przeniesiony do diecezji Chichester jednak rezydował tam tylko kilka miesięcy, gdyż 17 listopada objął biskupstwo w Londynie. 20 lipca 1425 został wybrany arcybiskupem Yorku. Od marca 1426 do lutego 1432 pełnił rolę Lorda Kanclerza i w tym okresie reprezentował króla Anglii na soborze w Bazylei w 1431. 18 grudnia 1439 został kreowany kardynałem prezbiterem i otrzymał kościół tytularny S. Balbinae. Popierał działania króla Henryka VI we Francji i sprzeciwiał się powstaniu przeciw niemu w Kent, dowodzonym przez Jacka Cade'a. Kardynał utrzymał poparcie dla króla, nawet gdy Ryszard Plantagenet wkroczył do Londynu w 1452. Od 1450 do śmierci, Kempe ponownie pełnił rolę Lorda Kanclerza. 21 lipca 1452 został podniesiony do rangi kardynała biskupa, otrzymując diecezję suburbikarną Santa Rufina i został arcybiskupem Canterbury. W swojej rodzinnej miejscowości, Wye założył college dla księży i wybudował kościół parafialny.